# Історія Данії
Найдавніші часи історії Данії пов'язані з закінченням льодовикового періоду. В часи максимального поширення льодовикового покриву вся поверхня Данії була вкрита льодом. Максимальне розповсюдження останнього зледеніння було близько 16 тисяч років тому. Після цього за 2-3 тисячі років лід повністю покинув територію Данії. Данський архіпелаг мав сухопутний зв'язок з Ютландією та з Скандинавським півостровом. Цим «мостом» зі сторони Середньоєвропейської рівнини просувались на північ стародавні мисливці, збирачі, риболови. Найбільш давня культура люнгбю (знайдені стоянки культури типу люнгбю мають сезонний характер), встановлена на території Данії, охоплювала період 8-7 тисяч років до нашої ери і відноситься до ранньої пори мезоліту (середня кам'яна доба).
Найдавніші археологічні знахідки на території Данії датуються VIII тисячоліттям до н. е., коли населення складалося, очевидно, з невеликих кочових племен, які займалися полюванням, рибальством і збиранням. В кінці мезоліту, люди, які населяли Данію, перейшли до осілого способу життя. В середині II тисячоліття до н. е. з Центральної Європи прийшли племена, які почали займатися землеробством і скотарством.
В наступному періоді, аж до 5000 року до нашої ери, на територіях Данії розвивалась одна з найбільш відомих мезолітичних культур Європи — маглемозе.
У бронзову добу (1500—500 рр. до н. е.) з'явився плуг, у залізну — залізна сокира і залізний плуг, розвинулися ковальське і збройове ремесла. Наприкінці «залізної доби» почали будуватися укріплені поселення. На стоянках цього періоду знайдено античні вироби із золота, срібла, бронзи і скла, що свідчить про існування торговельних зв'язків з Римською імперією. Тацит і Юлій Цезар згадують германські племена, які проживали на території Данії на початку нашої ери.
V ст. — споконвічні мешканці території країни — юти й англи, почали своє переселення в Британію. На їхньому місці улаштовуються дани, які прийшли з півдня Скандинавського півострова на Данський архіпелаг і в Ютландію, від чого, очевидно, і походить назва країни. Виникає перший великий політичний та культовий центр данів — Гудме на острові Фюн.
VI ст. — починають формуватися протодержави данів, з яких найвідомішими є з центрами в Гудме (тамтешні хевдінги або конунги володіли Східним Фюном), Лейре (Лер) — контролювали північну частину о. Зеландія (правила династія легендарних Скйольдунгів), в центральній Ютландії, яку перед тим дани захопили в ютів, Сконе (стародавній батьківщині данів). Надалі відбувається наступ на ютів, що залишилися на півночі Ютландії, та англів — в південній частині Ютландії.

## Середньовіччя

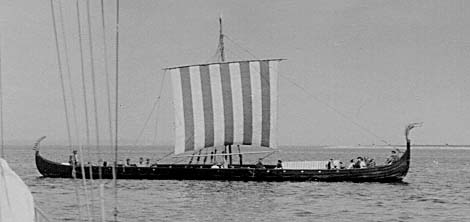
Корабель вікінгів

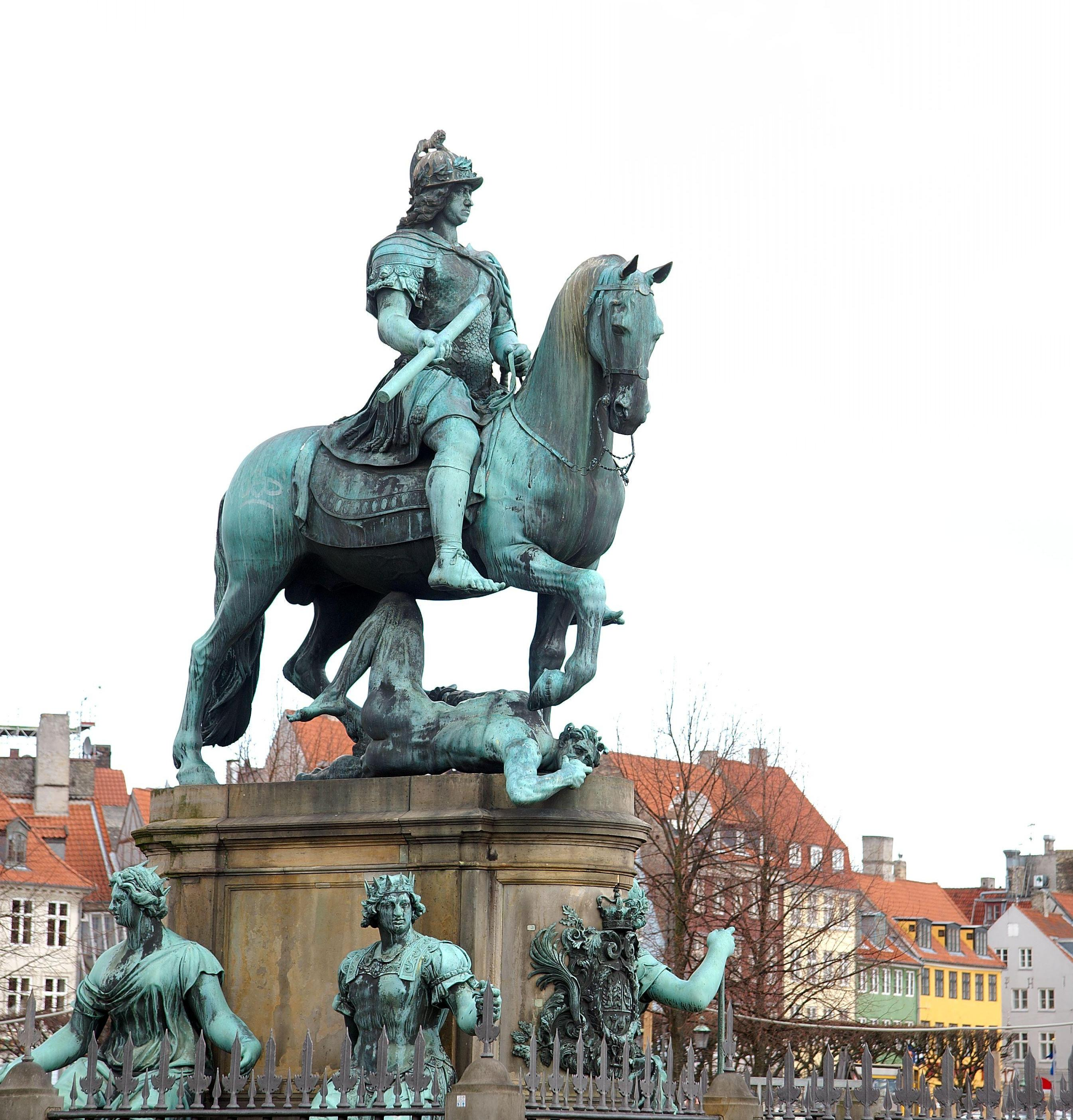
Статуя Крістіана V в Копенгагені

VIII ст. — початок постійних набігів данів (данців, вікінгів) на узбережжя багатьох європейських країн.
На початку IX ст. данські племена почали об'єднуватися і сильна рука вождя Годфреда, який воював з армією Карла Великого, об'єднала Данію, південь Швеції і Шлезвіг.
X ст. — утворення першого єдиного Данського королівства за Горма Старого, який правив на початку X ст., і його сина Гаральда Синьозубого, який закріпив батьківські завоювання і навернув своїх підданих до християнства (960).
994 року данці тримали в облозі Лондон. Між 1018 та 1035 роками при королі Кнуді І Данія підкорила собі на якийсь час землі Англії і Норвегії. У XII—XIII ст. при королях Вальдемарі I Великому і його синах Кнуді VI і Вальдемарі II до складу данського королівства були приєднані Норвегія, північна Естонія (1219), західні Естонські острови і землі поморських слов'ян, щоправда, у 1223 році Вальдемара викрав його васал Генріх Шверінський і Данії довелося відмовитися від деяких завоювань.
У XIV ст. відбулося послаблення централізованої влади. З 1332 року по 1340 рік Данія навіть обходилася без короля. Частину земель відвоювали німецькі феодали, і тільки королю Вальдемару IV Аттердагу («знову день», 1340—1375) вдалося відстояти цілісність країни ціною низки поступок Ганзі.
1367 — 1370 — війна Данії з Ганзою завершилася невдало для данців. Утрата виняткового впливу в Балтійському морі.
1370 — Штральзундський мир. Ганза отримала право втручатись в обрання данських королів.
1397 — Кальмарська унія Данії, Швеції і Норвегії про об'єднання в одну державу під скіпетром данських королів.
1460 — приєднання до Данії німецьких територій Шлезвига і Гольштейна.
1479 — в Копенгагені було засновано перший в Данії університет.
1523 — Швеція вийшла зі складу данської держави, а Данія і Норвегія залишалися в союзі до 1814 р., протягом наступних кількох століть Данія і Швеція періодично воювали за контроль над Балтійським морем.
1536 — могутню Католицьку церкву вигнано з країни, а володіння її конфісковано. У цьому ж році закінчилася викликана релігійними протиріччями громадянська війна, і король Кристіан III згідно з Конституцією став главою нової Данської Лютеранської церкви. Латинською мовою ще тривалий час користувалися в університетах (викладання) і в науковій літературі, однак богослужіння проводилося данською мовою, духовна література також видавалася данською, що сприяло розвитку національної культури.
1588—1648 — правління короля Кристіана IV, Золота доба Данії. У цей час будувалися численні фортеці і замки в стилі, який отримав назву північний ренесанс (Кронборг, Розенборг, Фредеріксборг), палаци і особняки знаті. В середині XVII ст. в архітектурі з'явилися нові стилі: бароко і рококо (палаци Крістіансборг і Амалієнборг). На острові Посагів данський астроном Тихо Браге (1546—1601) заснував першу в Європі обсерваторію.
1660 — численні війни зі Швецією закінчилися втратою Данією південної частини Швеції (Сконе) і частини Норвегії.

## Новий час
1814 — за правління короля Фредеріка VI відбулося розірвання дансько-норвезької унії. За Данією залишилися Ісландія, Фарери і Гренландія.
1864 — дансько-прусська війна. Поразка Данії призвела до втрати Шлезвізького і Гольштейнського герцогств, які протягом кількох століть входили до складу Данського королівства.

## XX—XXI століття
1914—1918  — Данія зберігала нейтралітет в Перший світовій війні.
1920 — за підтримки Антанти відбулися Шлезвізькі плебісцити, завдяки яким Данія повернула собі частину територій, які втратила після дансько-німецької війни 1864 року.
1924 — Данія визнала Радянську республіку
1940 — країна окупована німецько-фашистськими військами на початку Другої світової війни. Данія оголосила про свій нейтралітет, проте 9 квітня 1940 р. на незахищених кордонах країни зосередилися війська нацистської Німеччини. Країна стала перед вибором: негайна капітуляція чи повномасштабна окупація. Данський уряд погодився капітулювати після запевнень Німеччини зберегти для Данії деяку подобу автономії. Три роки данський уряд проводив власну політику під наглядом Німеччини, рятуючи країну, хоча данці, вважаючи себе відданими, відкрито демонстрували неприйняття нацизму. У серпні 1943 р. в країні спалахнув антифашистський опір, усі сім тисяч данських євреїв були негайно переправлені у нейтральну Швецію і врятовані від загибелі.
17 червня 1944 — оголосила про свою незалежність Ісландія,
5 травня 1945 — звільнення території Данії англійською армією.
У 1948 році Данія дала право на самоврядування Фарерським островам
1948, 1 липня — приєднання Данії до «плану Маршала».
У 1949  році Данія стала членом-засновником НАТО і при вступі відмовилась від розміщення на своїй території в мирний час іноземних військ і баз.
У 1951 році був підписаний договір про спільну оборону зі США та проведено будівництво американських військових баз у Гренландії.
14 січня 1972 — на престол вступила королева Маргрете- перша королевою приблизно за 600 років
З 1960 року стала членом Європейської асоціації вільної торгівлі, та вступила до Європейського співтовариства в 1973 році. Данія стала першою країною Північної Європи, яка вступила до Європейської Економічної Спільноти.
У 1979 році Ґренландія отримала автономію.
Після парламентських виборів 20 листопада 2001 р. лідер лібералів Андерс Фог Расмуссен сформував двопартійний уряд лібералів та консерваторів, що заручились парламентською підтримкою Данської народної партії. Спільно ці три партії мали абсолютну більшість місць у фолькетинзі. Така ситуація була використана для проведення нового політичного курсу з цілого ряду ключових питань.
Найбільша муніципальна реформа, яка була прийнята в 2005 р. і вступила в силу в 2007 р., призвела до ліквідації амтів та укрупненню комун. Замість колишніх 13 амтів створено 5 регіонів, а кількість муніципалітетів-комун скорочено з 271 до дев'яноста восьми.
У 2015 в Данії відбулись парламентські вибори, на яких було обрано Ларса Расмуссена.
2019 року прем'єр-міністром Данії стала Метте Фредеріксен.
14 січня 2024 року королева Маргрете II зреклася престолу. Новим монархом став її син Фредерік X.